# Jenette Goldstein

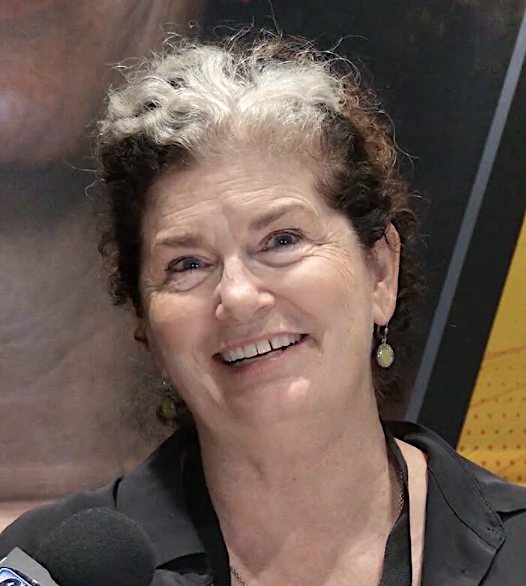
Goldstein en 2020

Jenette Elise Goldstein, née le 4 février 1960 à Los Angeles, est une actrice américaine.

## Biographie
Grâce à ses relations Jenette se voit offrir son premier rôle au cinéma en 1986 dans le film Aliens, le retour, de James Cameron, interprétant le rôle de la soldate Jenette Vasquez. Elle tournera à deux autres reprises sous la direction du réalisateur, avec Terminator 2 : Le Jugement dernier (1992), puis un rôle mineur dans  Titanic (1997).
Elle est également apparue dans d'autres films, tels que Las Vegas Parano (1999), D'une vie à l'autre (1999) et de nombreuses séries télévisées.
Jenette Goldstein ouvre ensuite plusieurs boutiques de sa marque de lingerie Jenette Bras.

## Filmographie

### Cinéma
- 1986 : Aliens, le retour (Aliens) de James Cameron : Soldat Première Classe Jenette Vasquez
- 1987 : Aux frontières de l'aube (Near Dark) de Kathryn Bigelow : Diamonback
- 1988 : Appel d'urgence (Miracle Mile) de Steve De Jarnatt : La jeune femme
- 1988 : Presidio : Base militaire, San Francisco (The Presidio) de Peter Hyams : Patti Jean Lynch
- 1989 : L'Arme fatale 2  (Lethal Weapon 2) de Richard Donner : Meagan Shapiro
- 1991 : Terminator 2 : Le Jugement dernier  (Terminator 2: Judgment Day) de James Cameron : Janelle Voight
- 1994 : Star Trek : Générations  (Star Trek: Generations) de David Carson : La scientifique
- 1995 : Fair Game d'Andrew Sipes : Rosa
- 1997 : D'amour et de courage  (Touch Me) de H. Gordon Boos : Gabrielle
- 1997 :  Titanic de James Cameron : La mère de famille irlandaise
- 1998 : Supersens (Senseless) de Penelope Spheeris : Infirmière Alvarez
- 1998 : Las Vegas Parano  (Fear and Loathing in Las Vegas) de Terry Gilliam : Alice
- 1999 : D'une vie à l'autre (Living Out Loud) de Richard LaGravenese : Fanny
- 1999 : Smut de David Wendell
- 2001 : It Is What It Is : Rivka Stern
- 2002 : Top chronos (Clockstoppers) de Jonathan Frakes : Le docteur
- 2002 : Home Room : L'infirmière
- 2003 : Un duplex pour trois  (Duplex) de Danny DeVito : Moderator
- 2008 : Autopsy d'Adam Gierasch : Marian
- 2014 : Under the Hollywood Sign : Mary

### Télévision
- 1987 : Max Headroom (série télévisée) (1 épisode) : Bella
- 1988 : Reach (téléfilm)
- 1991 : MacGyver (série télévisée) (1 épisode) : Rachel Bradley
- 1992 : Guerres privées (série télévisée) (1 épisode)
- 1993 : Donato père et fille (téléfilm) : Judy McCarthney
- 1994 : La Loi de Los Angeles (série télévisée) (1 épisode) : L'avocate de la défense
- 1995 : The Client (série télévisée) (1 épisode) : Karen Kelso
- 1998 : Sept à la maison (série télévisée) (1 épisode) : Mrs. Reese
- 1998 :  Urgences (série télévisée) (1 épisode) : Judy Stiles
- 2000 : La Vie avant tout (série télévisée) (1 épisode)
- 2001 : Six Feet Under (série télévisée) (1 épisode) : L'obstétricienne
- 2001 : 24 heures chrono (série télévisée) (2 épisodes) : Rae Plachecki
- 2005 : The Inside : Dans la tête des tueurs (série télévisée) (1 épisode) : Traci Armstrong
- 2010 :  Médium (série télévisée) (1 épisode) : Mrs. Pinsley
- 2013 : A Hollywood Affair (série télévisée) (1 épisode) : Agent

## Voix françaises
- Sylvie Feit dans Aliens, le retour (1986)
- Dorothée Jemma dans Presidio : Base militaire, San Francisco (1988)
- Dominique Westberg dans L'Arme fatale 2 (1989)
- Régine Teyssot dans Terminator 2 : Le Jugement dernier (1991)
- Marie Vincent dans Las Vegas Parano (1998)